# Sd.Kfz. 251
A Sonderkraftfahrzeug 251 (rövidítve Sd.Kfz. 251) a második világháborúban alkalmazott német általános rendeltetésű ún. féllánctalpas páncélozott harci jármű. Teljes nevén Mittlerer Schützenpanzerwagen Typ HL kl 6p (Borgward gyártmány) vagy Mittlerer Schützenpanzerwagen Typ H kl 6p (Hanomag gyártmány). Felépítménye négy fő változatban készült, amelyet az ábécé A, B, C és D betűjével jelöltek meg. Ezen túlmenően további 23 feladatspecifikus felépítmény-változatot alakítottak ki a lövészpáncélostól az önjáró lövegeken át a tüzérségi megfigyelőkig. Az alváltozatokat számokkal jelölték a 251-es szám után /-jellel elválasztva. Az egyes feladatkörökre átépített, azonos felszereltségű járművek között gyakori volt az eltérő felépítmény-változat (például Sd.Kfz. 251/3 Ausf. C és D) A háborút követően Csehszlovákiában gyártásban maradt a típus a felépítmény kisebb módosításaival, a járművek az 1950-es évek első felében még hadrendben álltak OT–810 típusjellel. Napjainkban is főként ezeket a csehszlovák gyártású járműveket alkalmazzák a különféle hagyományőrző rendezvényeken.

## Történet
A német hadseregben az 1930-as évek második felében rendszeresített harckocsik és az akkoriban kifejlődő harckocsi-harcászat német irányzata megkövetelte, hogy a gyorsan áttörő harckocsicsapatokkal az őket követő gyalogság együtt tudjon mozogni. Ezért egy általánosan alkalmazható páncélozott lövésszállító járműre volt szüksége a hadvezetésnek. A típus, mely a 251-es sorozatszámot kapta a német nevezékrendszerben, alvázszerkezete az 5, 8, 12 tonnás vontató gépjárművek alvázainak felhasználásával lett kialakítva. Kezdeti hiányosságokat (A és B változat) kijavítva a gyártásracionalizálás és a harctéri tapasztalatok felhasználásával alakult ki a C, majd a D felépítmény. Utóbbit 1940-től egészen a háború végéig gyártották, de a B változatból is üzemeltek még példányok a normandiai partraszállást követő időkben. 

## Tervezés
A jármű négy fő modellmódosításon eset át története során (Ausführung A-D), amelyből legalább 23 változat alapját képezték, melyeket sok más feladatkörben (például légvédelem, harckocsi-elhárítás, éjszakai harc támogatása, rakétavetők hordozása) is felhasználtak. Az eredeti elképzelés egy olyan jármű volt, amellyel egyetlen 10 fős páncélgránátos osztagot tudott a csatatérre szállítani, védve az ellenséges kézifegyverek tüzétől, és némi védelemmel a tüzérségi tűztől. Az alaptípus fegyverzete két, egy mellső és egy hátsó, géppuska volt. A mellső géppuska előre és oldalra tüzelhetett, a kezelőt egy ékszerűen kiképzett 10 mm-es acéllemez védte, a hátsó pedig egy forgatható légvédelmi állványra volt szerelve, védőlemezei nem voltak kialakítva. Géppuskaként alkalmazható volt mind az MG 34, mind az MG 42 is amely lehetővé tette, hogy fedezőtüzet biztosítson a lövészosztag számára mind leszállás, mind harc közben.
A páncéllemezeit úgy tervezték, hogy védelmet nyújtsanak a szabványos puska/géppuska golyókkal szemben (mint a 7,92 × 57 mm-es Mauser golyó). Az elülső lemezek vastagsága 14,5 mm volt; az oldalak meredek szögű, V alakú 8 mm vastag lemezek voltak, amelyek megbízható védelmet nyújtott a normál (nem wolfram) puska lövedékeivel szemben.
A nyitott tetejének pozitívumai közé tartozott a jobb helyzetfelismerés és a gyalogság szükség szerint gyorsabban el tudta hagyni a jármű belsejét. A hátránya, mint a korszak minden páncélozott személyszállítója esetében, az volt, hogy nagy sebezhetőséget jelentett a zuhanó tűz minden típusával szemben ; ez magában foglalta az aknavető és a tábori tüzérség közvetett tüzét, valamint a kézi lőfegyverek magasabb pozícióiból származó tüzét, a kézigránátokat, Molotov-koktélokat és az ellenséges repülőgépek lövését.
Az első két modellt (Ausf. A és B) kis példányszámban gyártották 1939-től. Ausf. Az A és B modelleket az orrpáncél szerkezete alapján lehet azonosítani, amely két trapéz alakú páncélpanelből állt, amelyek közül az alsóban volt egy motorhűtő nyílás. Az 1940-ben gyártott B modellnél megszűntek a páncéltest oldalsó lőrései. Az 1942 közepétől gyártott C modell elöl egy leegyszerűsített, hatszögletű, páncélozott lemezt kapott a motor megvédése érdekében. Az A-tól C-ig terjedő modellek hátsó ajtói kidudorodtak több darab páncél lemezből volt kialakítva. A C modell nagy gyártási sorozattal rendelkezett, de meglehetősen bonyolult volt felépíteni, sok szögletes lemezt tartalmazott. 1943 elejétől a D modellt azzal a céllal fejlesztették ki, hogy felére csökkentsék a ferde karosszérialemezek számát, leegyszerűsítve a testet és ezáltal felgyorsítva a gyártást.
A jármű féllánctalpas kivitelű, azaz a jármű elejében elhelyezett Maybach-motor a gépjárműtest alatti futóműn kialakított lánctalpas rendszert hajtotta, az orr alatt elhelyezett gumikerekes, torziós laprugókkal felszerelt tengely csak az enyhe ívű kanyarodást szolgálta. A tényleges fordulást a lánctalpak egyes oldalainak fékezésével oldották meg. Ez az elrendezés a háborút követően nem került továbbfejlesztésre egyik országban sem, gyakorlatilag a csak tisztán lánctalpas és gumikerekes futóművek fejlesztése fejlődött tovább napjainkra.
Mind a négy felépítmény-változat egységesen két részre volt bontva. A két féltest rögzítése a vezető és a mellette ülő járműparancsnok mögött történt csavarkapcsolatokkal. A háború végén ezt a megoldást is elhagyták és összehegesztették őket.

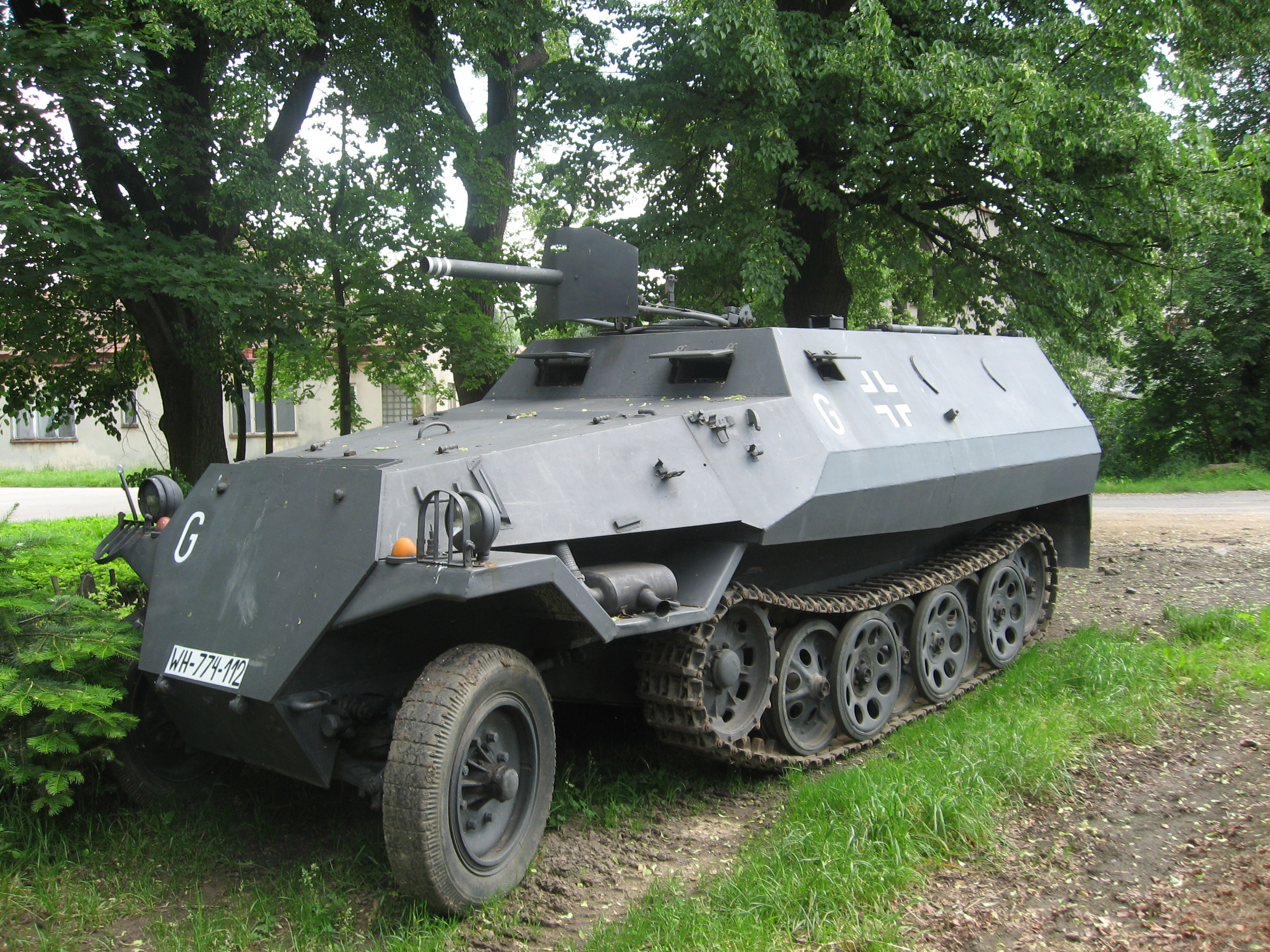
Egy csehszlovák gyártású OT–810 német „páncélszürke” színű festéssel és jelzésekkel, az eredeti A és B változatait mintázva

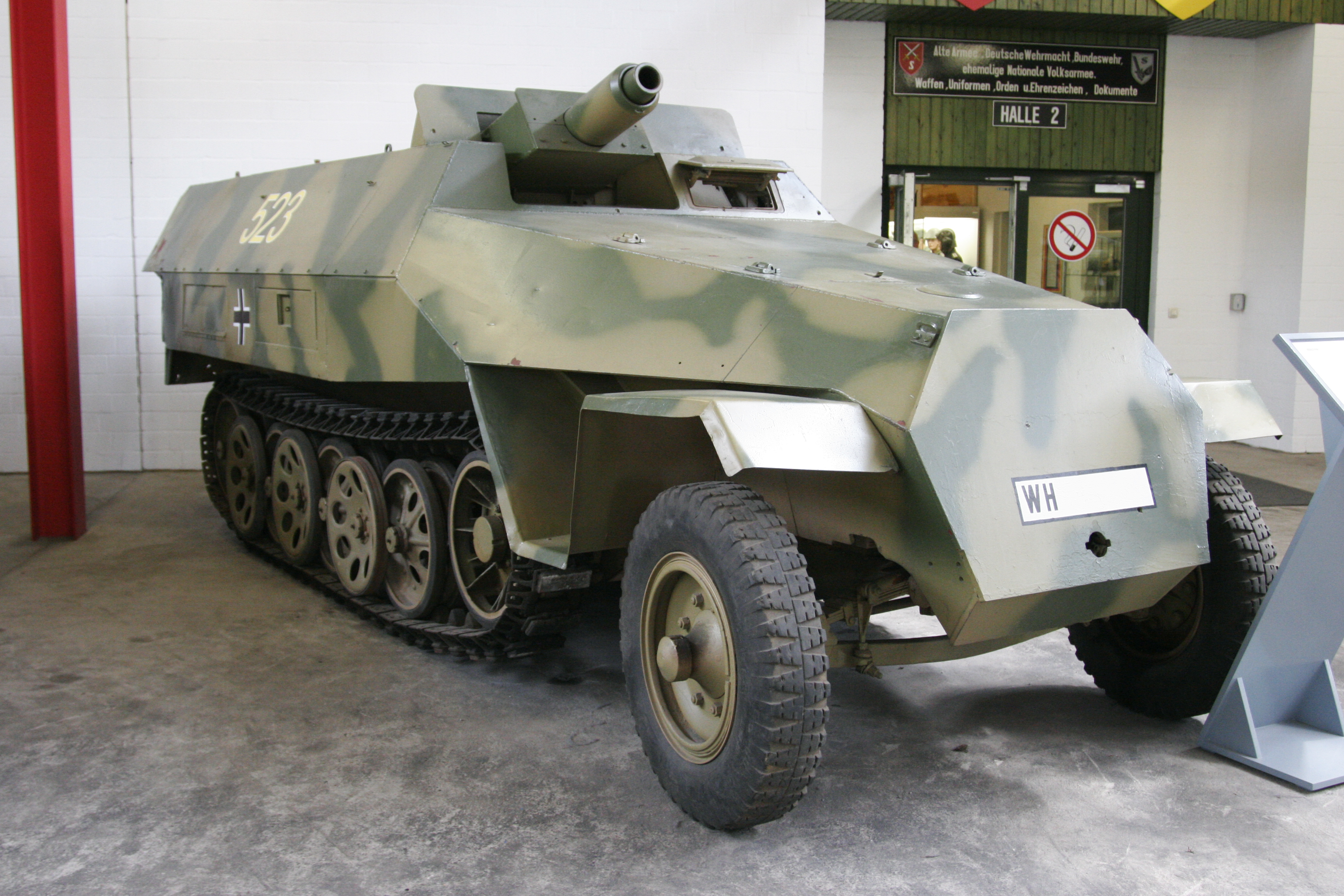
Egy D felépítményű Sd.Kfz. 251/9 önjáró löveg kis kezdősebességű 7,5 cm KwK 37 harckocsiágyúval felszerelve. Beceneve „Stummel”

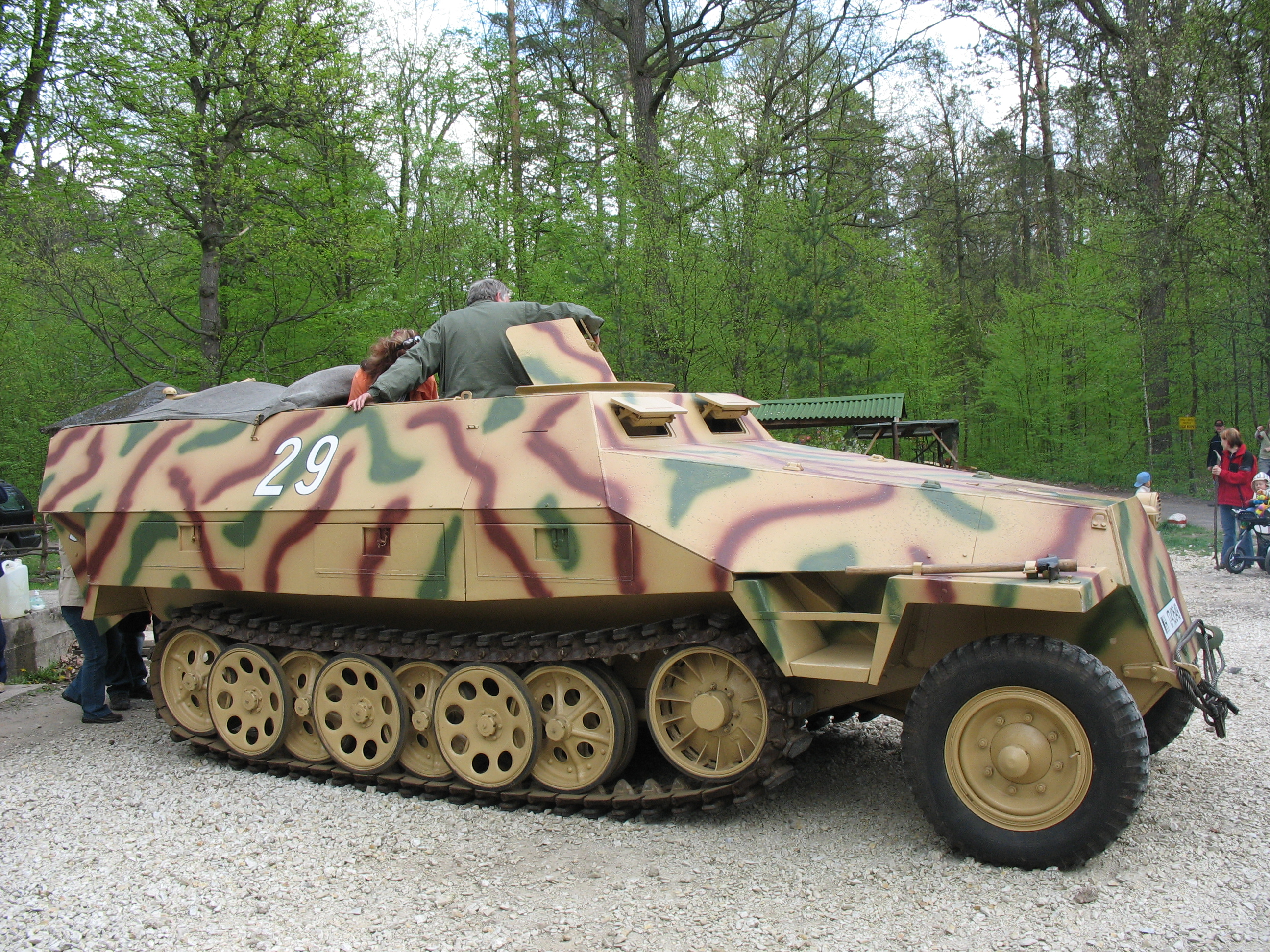
Egy D változat, melyen jól megfigyelhető a függőleges illesztési rés az első és a második oldalrekesz ajtajai között

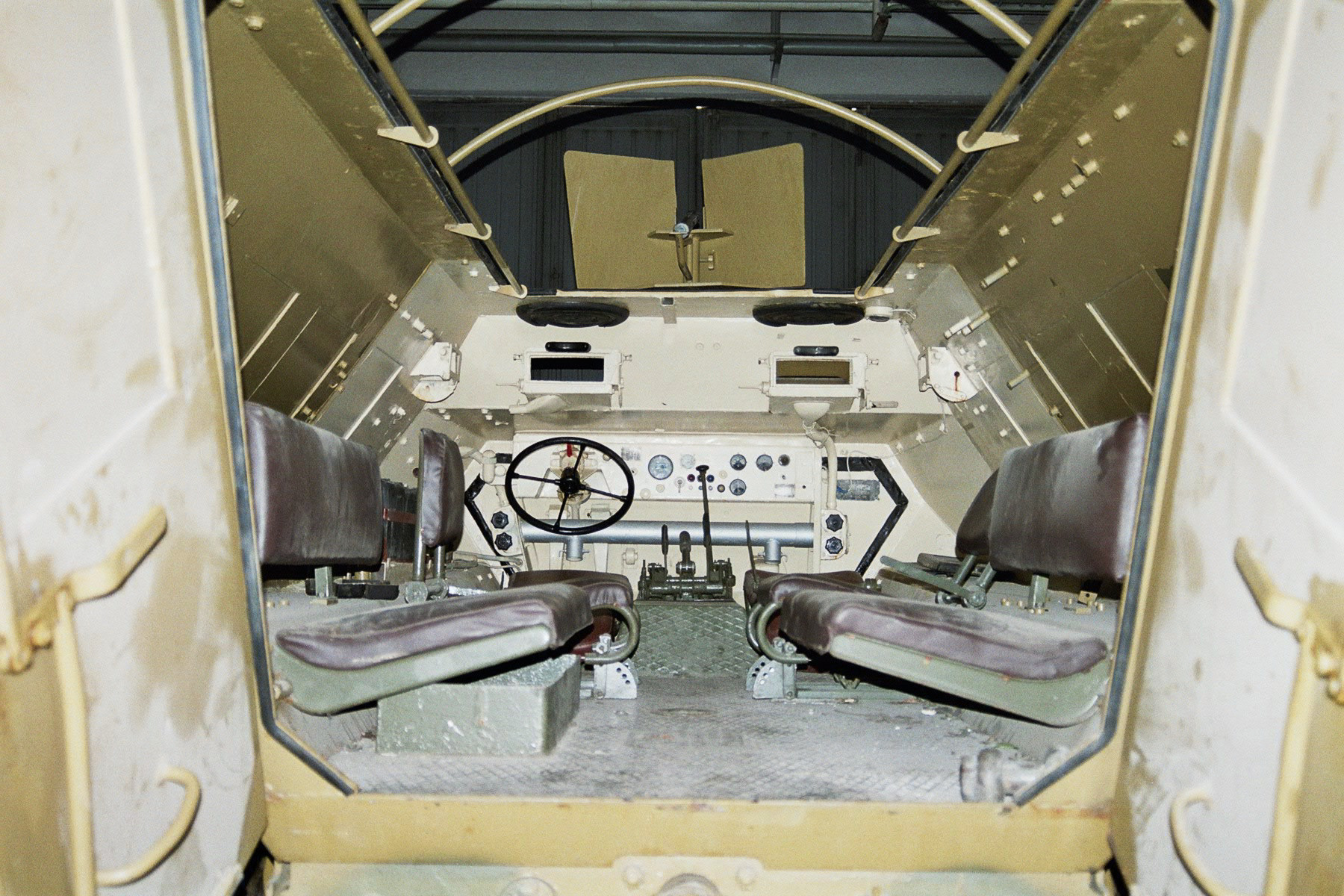
A főképp járművének belső képe. Jól látható a két féltest eltérő színe, viszont ezen a járművön már nem csavarokkal rögzítették azokat össze

## Változatok
- Sdkfz 251/1 Schützenpanzerwagen – Alapváltozat.
  - 251/1-I – Alapváltozat rádióval felszerelve.
  - 251/1-II – Rakétavető változat (Stuka zu Fuß vagy Wurfrahmen 40) hat, oldalanként három-három rakétavető kerettel felszerelt változat a 280 mm vagy 320 mm-es Wurfkoerper rakéták kilövéséhez.
- SdKfz 251/1 Falke – Infravörös detektorral felszerelve, az SdKfz 251/20 Uhu-val egyszerre használták. Főleg Ausf. D változatok.
- SdKfz 251/2 Schützenpanzerwagen (Granatwerfer) – 81 mm-es aknavető platform.
- Sdkfz 251/3 mittlere Kommandopanzerwagen (Funkpanzerwagen) – Kommunikációs jármű, extra rádió felszereléssel parancsnoki feladatkör ellátására. Ausf. C és Ausf. D változatok.
  - 251/3 I – FuG8 és FuG5 rádiók
  - 251/3 II – FuG8 és FuG5 rádiók
  - 251/3 III – FuG7 és FuG1 rádiók
  - 251/3 IV – FuG11 és FuG12 rádiók (9 méteres teleszkópos póznával). Parancsnoki jármű változat (Kommandowagen)
  - 251/3 V – FuG11 rádió
- Sdkfz 251/4 Schützenpanzerwagen für Munition und Zubehör des leIG18 – Lövegvontató jármű. Eredetileg a 7,5 cm leichtes Infanteriegeschütz 18 löveghez. Később az 50 mm PaK 38, 75 mm PaK 40 és 105 mm le. F.H. 18 lövegekhez használták.
- Sdkfz 251/5 Schützenpanzerwagen für Pionierzug – Utászjármű felfújható csónakokkal, pontonhidakkal. Parancsnoki jármű utász alakulatokhoz (Pionierzug).
- Sdkfz 251/6 mittlere Funkpanzerwagen (Kommandopanzerwagen) – Parancsnoki jármű térkép asztalokkal, rejtjelező és kódoló készülékekkel felszerelve. Ausf. A és Ausf. B változatok.
- Sdkfz 251/7-I Pionierpanzerwagen – Utászjármű felfüggesztésekkel az oldalán a pontonhíd elemeinek szállításához.
  - 251/7-II – Mint a fenti, de különböző rádióval.
- Sdkfz 251/8-I Krankenpanzerwagen – Páncélozott mentőautó.
  - 251/8-II – Mint a fenti, de különböző rádióval.
- Sdkfz 251/9 Schützenpanzerwagen (7.5 cm KwK37) – Egy 7,5 cm KwK 37 alacsony kezdősebességű löveggel felszerelve, becenevén "Stummel".
- Sdkfz 251/10 Schützenpanzerwagen (3.7 cm PaK) – Egy 37 mm PaK 36 tankelhárító löveggel felszerelve. Szakasz parancsnoki változat.
- Sdkfz 251/11 Fernsprechpanzerwagen – Telefonkábel fektető.
- Sdkfz 251/12 Messtrupp und Geratpanzerwagen – Tüzérségi megfigyelő jármű. A jármű felszereltségéhez hozzátartozott egy teodolit ("scherenfernrohr"), egy szögbemérő műszer ("Winkelmessgeraet") valamint egy FuG 8-as rádió keretantennával.
- Sdkfz 251/13 Schallaufnahmepanzerwagen – Hangbemérő és rögzítő változat tüzérségi egységek számára.
- Sdkfz 251/14 Schallaufnahmepanzerwagen – Hangbemérő és rögzítő változat tüzérségi egységek számára.
- Sdkfz 251/15 Lichtauswertepanzerwagen – Tüzérségi torkolattűz megfigyelő változat.
- Sdkfz 251/16 Flammpanzerwagen – Lángszórós változat. Fegyverzete két 14 mm-es lángszóróból állt, amelyet a jármű két oldalára helyeztek el úgy, hogy 160 fokos szögtartományban tüzelhessenek vele. A két lángszóró mellett az első szériás járművet felszerelték egy kisebb lángvetővel is (módosított Flammenwerfer 41-el) amelyhez egy tíz méteres tömlő tartozott így a járművön kívül is lehetett alkalmazni. A jármű fegyverzetéhez egy MG 34-es vagy MG 42-es géppuska is hozzá tartozott. Az Sd.Kfz. 251/16-osokat rendszerint 6 járműves szakaszokba szervezték. Minden szakaszhoz tartozott 3 benzinszállító teherautó, amelyek egész rakományukat leadva kétszer tudták a teljes szakaszt feltölteni munícióval.
- Sdkfz 251/17 Schützenpanzerwagen (2 cm FlaK38) – Légvédelmi változat. Egy 20 mm Flak 30 vagy Flak 38 löveggel szerelték fel. Másik neve "Schwebenlafette".
- Sdkfz 251/18-I Beobachtungspanzerwagen – Tüzérségi megfigyelő jármű.
  - 251/18-Ia – Nem ismert különbség, talán különböző rádió.
  - 251/18-II – Páncélozott megfigyelő jármű.
  - 251/18-IIa – Különböző rádió.
- Sdkfz 251/19 Fernsprechbetriebspanzerwagen – Mozgó telefonállomás.
- Sdkfz 251/20 Schützenpanzerwagen (Infrarotscheinwerfer) Uhu – Infravörös keresőreflektorral felszerelt változat. ÉJszakai harchoz alkalmazták.
- Sdkfz 251/21 Schützenpanzerwagen mit Fla MG Drilling – Egy tripla MG 151 automata ágyúval felszerelt változat. A korai változatok MG151/15 mm-es ágyúval, a későbbiek egy MG151/20 mm-es Luftwaffe ágyúval voltak felszerelve. Elsősorban légvédelmi célokra használták, de előszeretettel alkalmazták gyalogság ellen is.
- Sdkfz 251/22 7.5 cm PaK40 L/46 auf Mittlerem Schützenpanzerwagen – 75 mm PaK 40 páncéltörő ágyúval szerelt változat.
- Sdkfz 251/23 2 cm Hängelafette 38 auf Mittlerem Schützenpanzerwagen – Megfigyelő változat. A jármű küzdőterét lefedték és a német felderítő páncélosokon (pl: Sd.Kfz. 222, 234/1, 251/9 stb.) általánosan alkalmazott Hangelafete 38-as lövegtoronnyal látták el.
- OT-810 – Csehszlovák gyártmány.

## Galéria

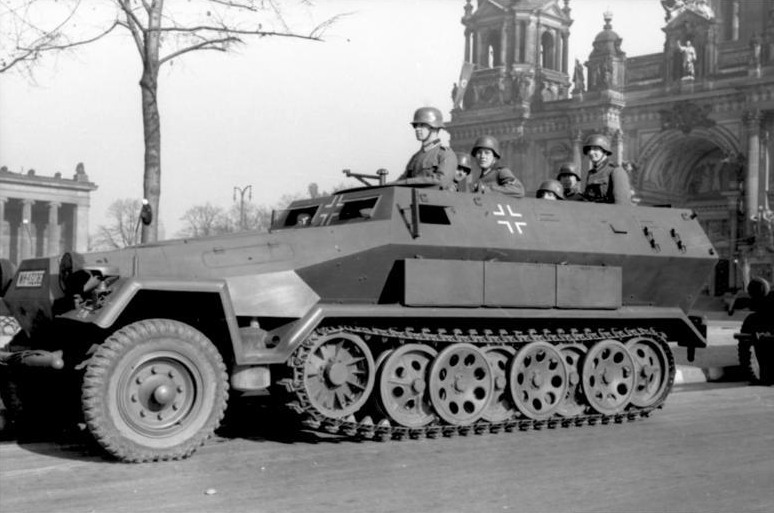
Sd.Kfz. 251/1 Ausf. A
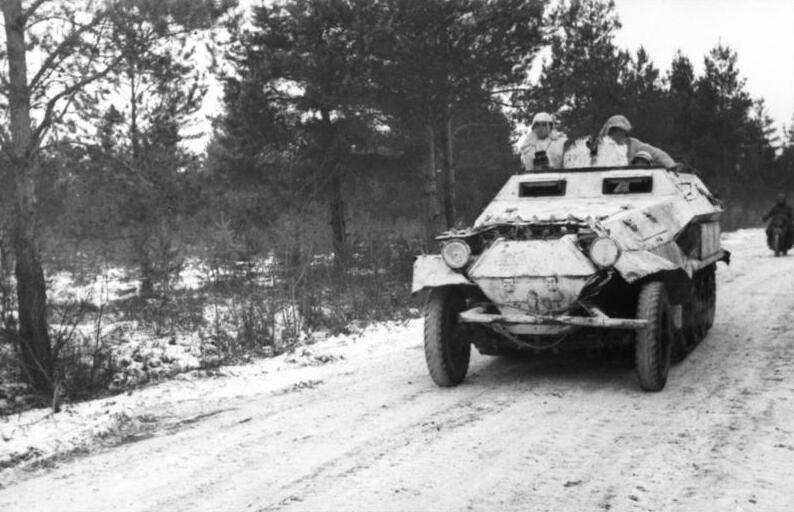
Sd.Kfz. 251/1 Ausf. B
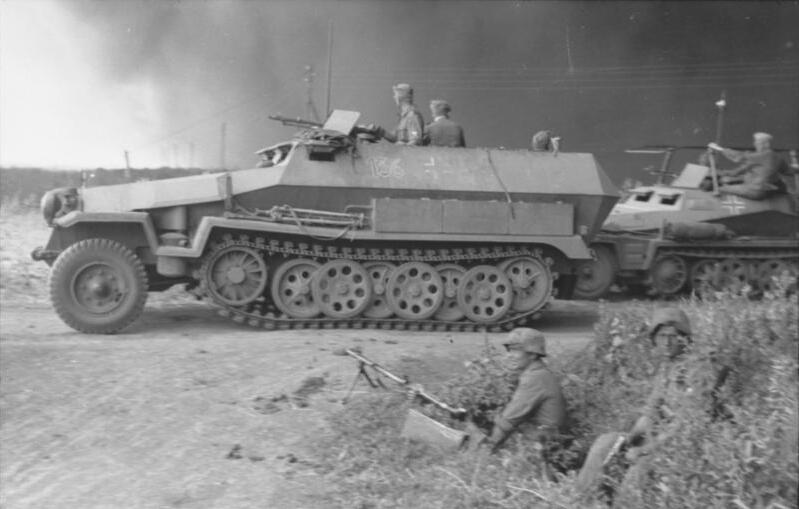
Sd.Kfz. 251/1 Ausf. C
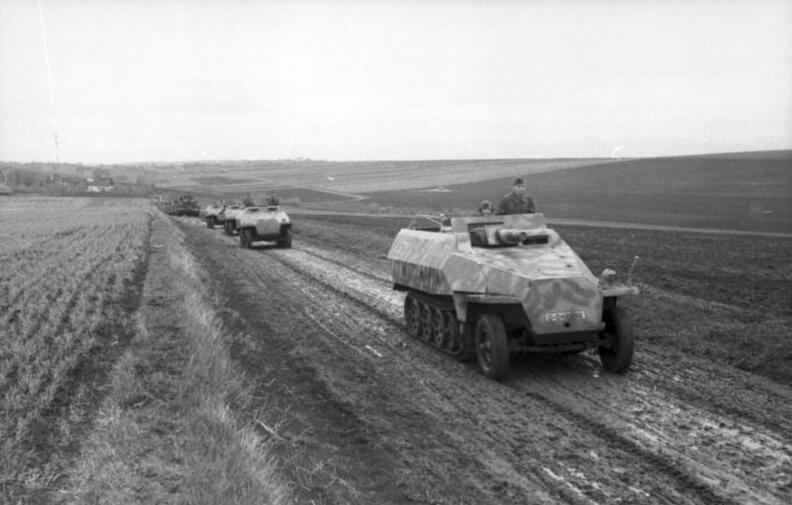
Sd.Kfz. 251/9 Ausf. D
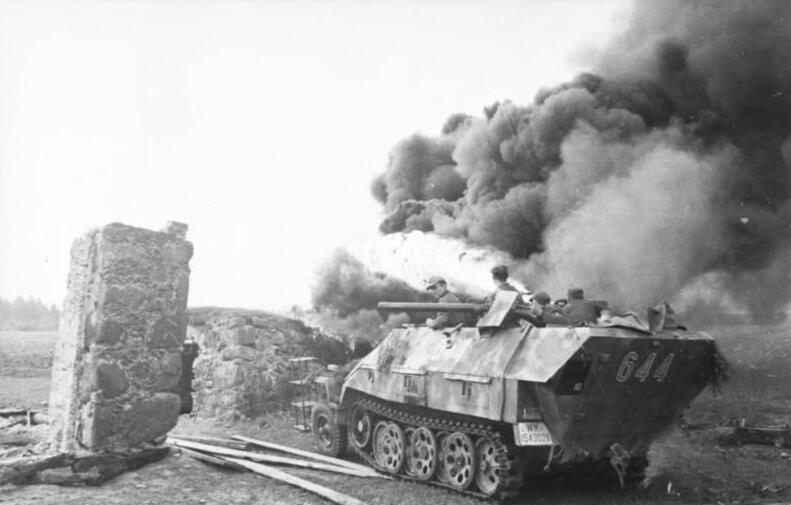
Sd.Kfz. 251/16, Lángszórós változat
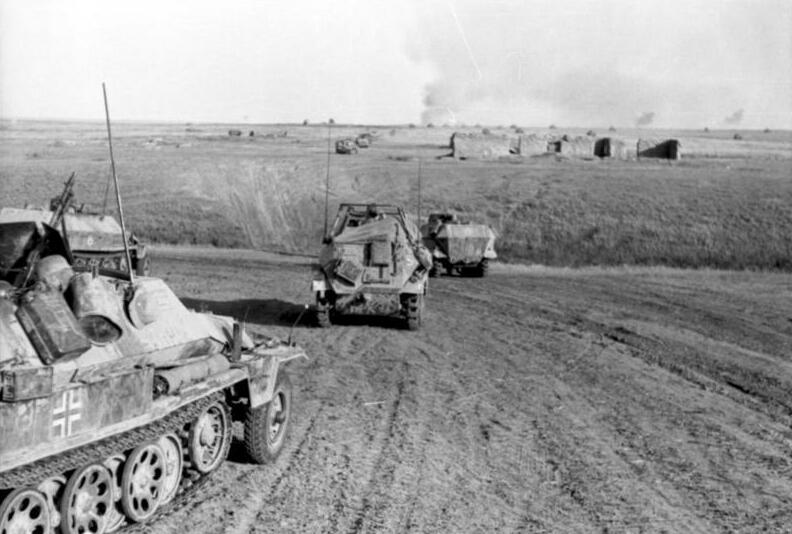
Sd.Kfz 250, Sd.Kfz 250/3 Funkpanzerwagen és Sd.Kfz. 251 a Barbarossa hadműveletben